# Кудара-Сомон
Кудара-Сомон (рос. Кудара-Сомон) — село Кяхтинського району, Бурятії Росії. Входить до складу Кударінського сільського поселення.
Населення —  1371 особа (2010 рік). 